# Lindernia nummularifolia
Lindernia nummularifolia é uma espécie botânica do gênero Lindernia pertencente à família Linderniaceae.